# Bipinnula biplumata
Bipinnula biplumata é uma espécie de orquídeas geófitas, família Orchidaceae, que existem apenas no sul do Brasil, nordeste da Argentina e Uruguai, em baixas altitudes. São plantas terrestres ou humícolas, de crescimento sazonal, que passam por período de dormência quando apenas subsistem suas raízes fasciculadas e mais ou menos tuberosas, resistentes às secas prolongadas e mesmo incêndios. Apresentam pseudocaule herbáceo, com poucas flores ou apenas uma flor apical, cujas sépalas e pétalas muito diferem entre si; as sépalas laterais são estreitas e na extremidade alargam-se terminando em uma espécie de franja que lembra uma pluma.

## Publicação e sinônimos
- Bipinnula biplumata (L.f.) Rchb.f., Xenia Orchid. 3: 62 (1883).

Sinônimos homotípicos:
- Arethusa biplumata L.f., Suppl. Pl.: 405 (1782).
- Bipinnula bonariensis Spreng., Syst. Veg. 3: 745 (1826), nom. illeg.

Sinônimos heterotípicos:
- Bipinnula commersonii Lindl., Quart. J. Roy. Inst. Gr. Brit., n.s., 1: 52 (1827).